# Ursus van Solothurn

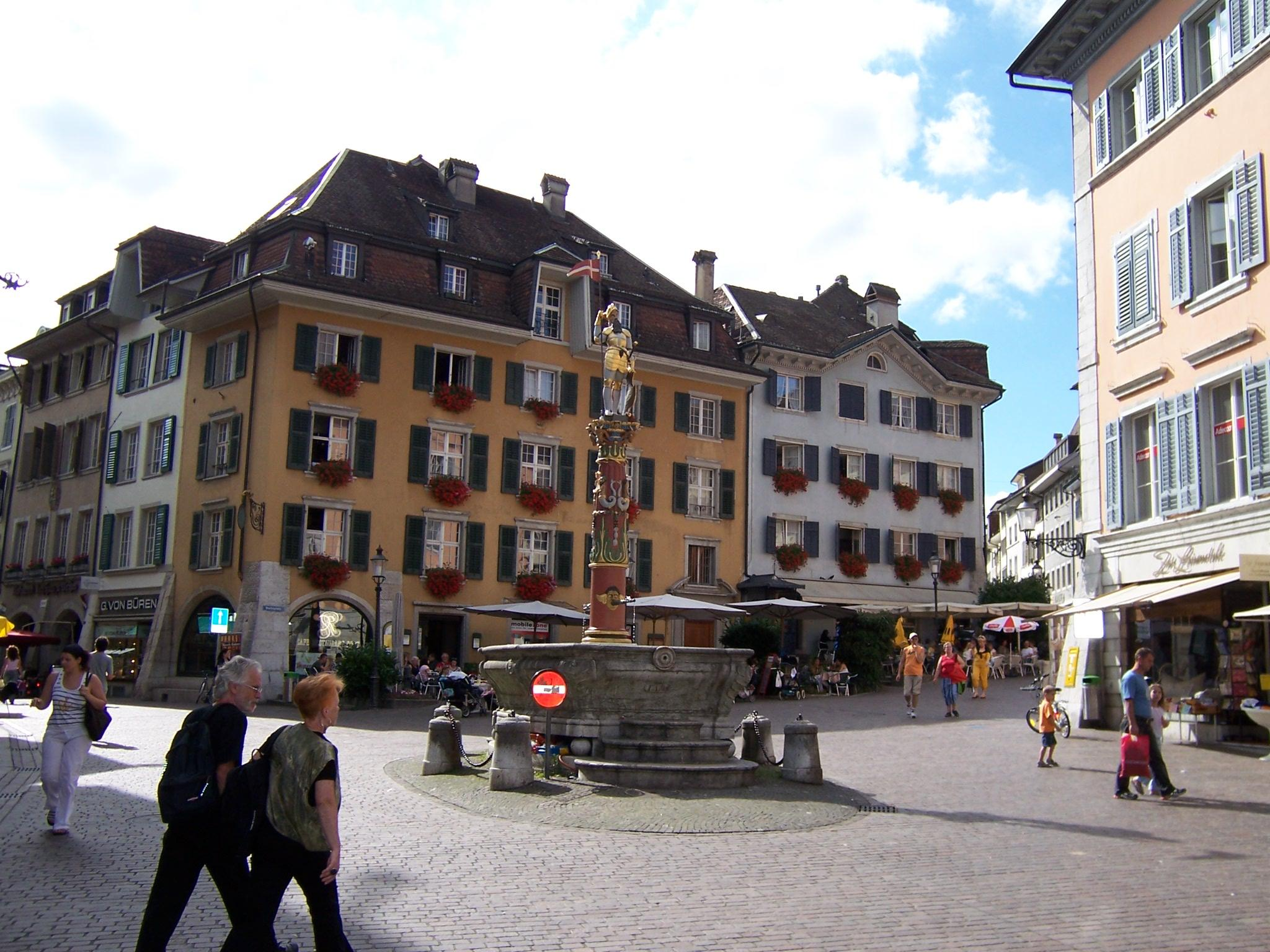
De Sint Ursus-fontein op de markt in Solothurn. Ursus wordt afgebeeld als een soldaat

Ursus van Solothurn was een 3e-eeuws Romeinse christen, die vereerd wordt als een heilige. Hij is de beschermheilige van de belangrijkste rooms-katholieke kerk in de Zwitserse stad Solothurn, waar zijn stoffelijke resten worden bewaard. Hij werd al heel vroeg, bijvoorbeeld in het Romeinse martelaarsboek, geassocieerd met het Thebaanse Legioen en Victor van Solothurn.
Het Leven van Ursus werd in de 5e eeuw geschreven door Eucherius van Lyon. Eucherius vertelt dat Ursus rond 286 werd gemarteld en onthoofd ten tijde van keizer Maximianus en de gouverneur Hyrtacus omdat hij weigerde de afgoden te aanbidden. 

## Verering
De eerste aan Ursus in Solothurn gewijde kerk werd waarschijnlijk gebouwd nadat de stoffelijke resten van Victor in de late 5e eeuw naar Genève werden overgebracht. Zijn relikwieën worden in kerken in heel Zwitserland getoond, en zijn kist werd gevonden in 1519. 